# Eparchia di Rubcovsk

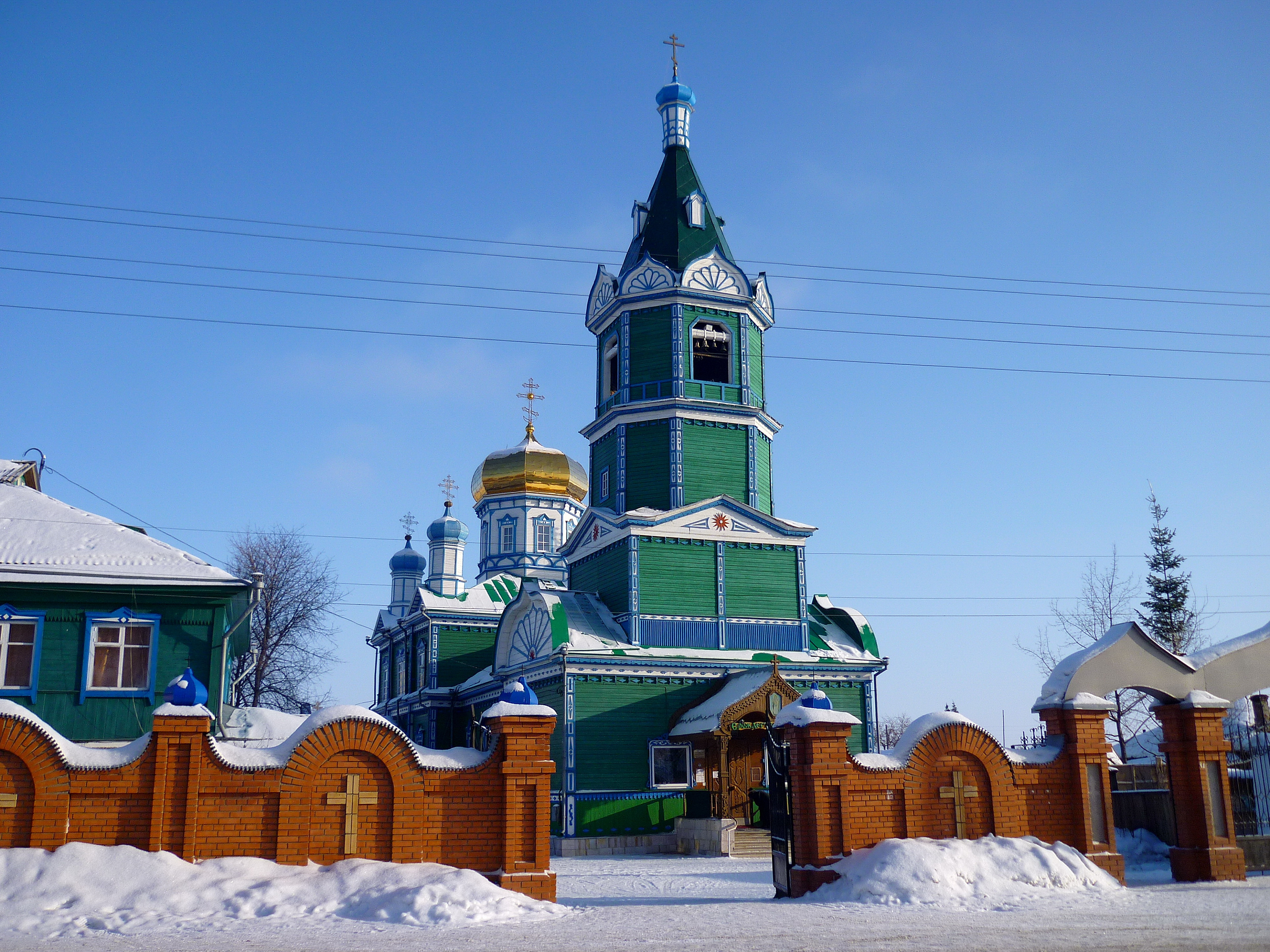
La cattedrale di San Michele Arcangelo di Rubcovsk.

L'eparchia di Rubcovsk (in russo: Рубцовская епархия) è una diocesi della Chiesa ortodossa russa, appartenente alla metropolia dell'Altaj.

## Territorio
L'eparchia comprende 16 rajon nella parte sud-occidentale del territorio dell'Altaj, nel Circondario federale della Siberia.
Sede eparchiale è la città di Rubcovsk, dove si trova la cattedrale di San Michele Arcangelo. L'eparca ha il titolo ufficiale di «eparca di Rubcovsk e Alejsk».
Nel 2017 l'eparchia era suddivisa in 4 decanati per un totale di 41 parrocchie

## Storia
L'eparchia è stata eretta con decisione del Santo Sinodo del 5 maggio 2015, con territorio separato da quello dell'eparchia di Barnaul.